# Мръсни хубави неща
Мръсни хубави неща (на английски: Dirty Pretty Things) е британски филм от 2002 г. В него участва френската актриса Одре Тоту, а режисьор е Стивън Фриърс.
Времетраенето на филма е 97 минути.